# 아우디이우카 전투 (2022년~2024년)
아우디이우카 전투 (Battle of Avdiivka)는 러시아군 및 돈바스 분리주의군 연합과 우크라이나군 사이에서 진행 중인 군사 교전이다. 두 군대는 돈바스 지역에 위치한 아우디이우카의 마을을 놓고 싸우고 있다. 돈바스에서 다시 폭력 사태가 발생하면서 전투가 시작되었고 2월 21일 러시아 대통령 블라디미르 푸틴이 도네츠크 인민 공화국을 인정하자, 분리주의자들이 우크라이나와 다시 싸우기 시작했다. 아우디이우카는 2017년 전투가 벌어졌던 곳으로, 파괴됐지만 여전히 우크라이나군이 점유하고 있었다. 이후 러시아가 우크라이나를 침공했을 때 아우디이우카는 가장 먼저 공격을 받은 곳 중 하나였다. 2024년 2월 17일 러시아군이 우크라이나군을 격퇴하고 아우디이우카를 점령했다.

## 전투
2월 20일, 친러시아 세력이 아우디이우카에서 다시 전투를 시작하면서 발발했다. 도네츠크군은 도시에 진입했지만 격퇴당했다. 2월 21일, 러시아군이 아우디이우카에서 분리주의자들을 지원하고 있다는 보고가 있었지만 러시아는 이를 부인했다. 러시아가 우크라이나 침공을 시작했을 때 아우디이우카는 주요 목표 중 하나였다. 3월 13일 러시아군이 아우디이우카 코크스 공장을 폭격했고 3월 25일 아조프 대대의 사령관 아르템 무라호프스키가 아우디이우카에서 사망했다고 보고했다. 4월 8일에는 러시아군의 포격으로 1명이 사망하고 1명이 부상을 입었다.

## 같이 보기
- 차시우야르 전투
- 바흐무트 전투
- 러시아의 우크라이나 침공의 무력 충돌 목록

### 내용주
1. ↑  도네츠크 인민공화국은 2022년 9월 30일 러시아 영토로 병합되었다.

### 참조주
1. 1 2  《Rolling Stone》. |제목=이(가) 없거나 비었음 (도움말)
2. ↑  Troianovski, Anton (2022년 2월 21일). “Putin Orders Troops to Separatist Regions and Recognizes Their Independence”. 《The New York Times》. 2022년 2월 21일에 원본 문서에서 보존된 문서. 2022년 3월 28일에 확인함.
3. 1 2  Sahuquillo, María R. (2022년 2월 24일). “Ready for the worst: Life in the trenches of Ukraine's Donbas region”. 《EL PAÍS English Edition》. 2022년 3월 28일에 원본 문서에서 보존된 문서. 2022년 3월 28일에 확인함.
4. ↑  Carlsson, Mattias; Hammarstrom, Niclas (2022년 1월 20일). “On the Front Lines of Ukraine's War With Russia”. 2022년 3월 28일에 원본 문서에서 보존된 문서. 2022년 3월 28일에 확인함.
5. ↑  Losh, Jack. “This Ukrainian City Was Already Battered. Now It's Bracing for War.”. 2022년 3월 28일에 원본 문서에서 보존된 문서. 2022년 3월 28일에 확인함.
6. ↑  “Ukraine's largest steel firm says shells hit Avdiivka coke plant”. 《Reuters》. 2022년 3월 13일. 2022년 3월 28일에 원본 문서에서 보존된 문서. 2022년 3월 28일에 확인함 – www.reuters.com 경유.
7. ↑  “Leader of Neonazi Azov Battalion reportedly killed”. 《The Morning Star》. 2022년 3월 25일. 2022년 3월 27일에 원본 문서에서 보존된 문서. 2022년 3월 28일에 확인함.